# 10051 Albee
A 10051 Albee (ideiglenes jelöléssel 1987 QG6) egy marsközeli kisbolygó. Eleanor F. Helin fedezte fel 1987. augusztus 23-án.